# Zamek de Haar
Zamek de Haar (Kasteel de Haar) – to rozległy kompleks zamkowy w holenderskiej miejscowości Haarzuilens niedaleko Utrechtu. Obecny wygląd zamku jest w dużej mierze wynikiem prac, zleconych w latach 1892–1912 przez ówczesnego właściciela barona Étienne Van Zuylen Van Nyevelt van de Haar (1860–1934) i jego żonę Hélène de Rothschild (1863–1947), pod kierunkiem zespołu architektów Pierre’a i Josepha Cuyperów, którzy dokonali rekonstrukcji średniowiecznego założenia.

## Historia
Początki zamku datuje się na połowę XII w. Pierwsza wzmianka o zamku pojawiła się w dokumentach w 1391, kiedy to członek rodu De Haar otrzymał zamek, który pozostał w rodzinie do wymarcia de Haar w linii męskiej, a następnie przeszedł przez małżeństwo na rodzinę Van Zuylen. Dirk van Zuylen został właścicielem zamku w 1451. Zamek został spalony w 1482 w trakcie konfliktów zbrojnych i częściowo rozebrany. Pozostała część prawdopodobnie została wkomponowana w nową budowlę wzniesioną na początku XVI w. Zamek wzmiankowany jest w dokumencie z 1506 jako należący do Stevena van Zuylena, a w 1536 w wykazie włości lennych w prowincji Utrecht. Najstarszy obraz zamku przedstawia w dużej mierze odrestaurowany kompleks z 1554. Od 1641 ponownie popadał w ruinę po śmierci Johana van Zuylena van de Haara, który nie pozostawił żadnych potomków. Podczas III wojny angielsko-holenderskiej w 1672 został znacznie zniszczony przez wojska francuskie.

## Budynki
Zamek, zbudowany na planie nieregularnego pięciokąta, ma łącznie pięć wież, dwie na planie prostokąta i trzy na planie koła. Pierwotnie otwarty wewnętrzny dziedziniec zamku został zadaszony podczas odbudowy. Głównym materiałem budowlanym była cegła.
Zamek jest całkowicie otoczony fosą. Kościół kompleksu znajduje się naprzeciwko zamku. Kościół w XIX w. także był zdewastowany i częściowo pozbawiony dachu.

## Odbudowa
Podczas odbudowy Pierre Cuypers zadbał o to, aby stare i nowe mury można było odróżnić, używając innego rodzaju cegły do budowy nowych ścian. Zamek ma 200 sypialni i 30 łazienek. Zewnętrzna i wewnętrzna architektura kompleksu, z wyjątkiem pomieszczeń baronowej, których Cuypers nie zaprojektował, jest jednolicie neogotycka, ale przy odbudowie zastosowano najnowocześniejsze techniki tamtych czasów, zarówno pod względem konstrukcyjnym, jak i technologii budowlanej.

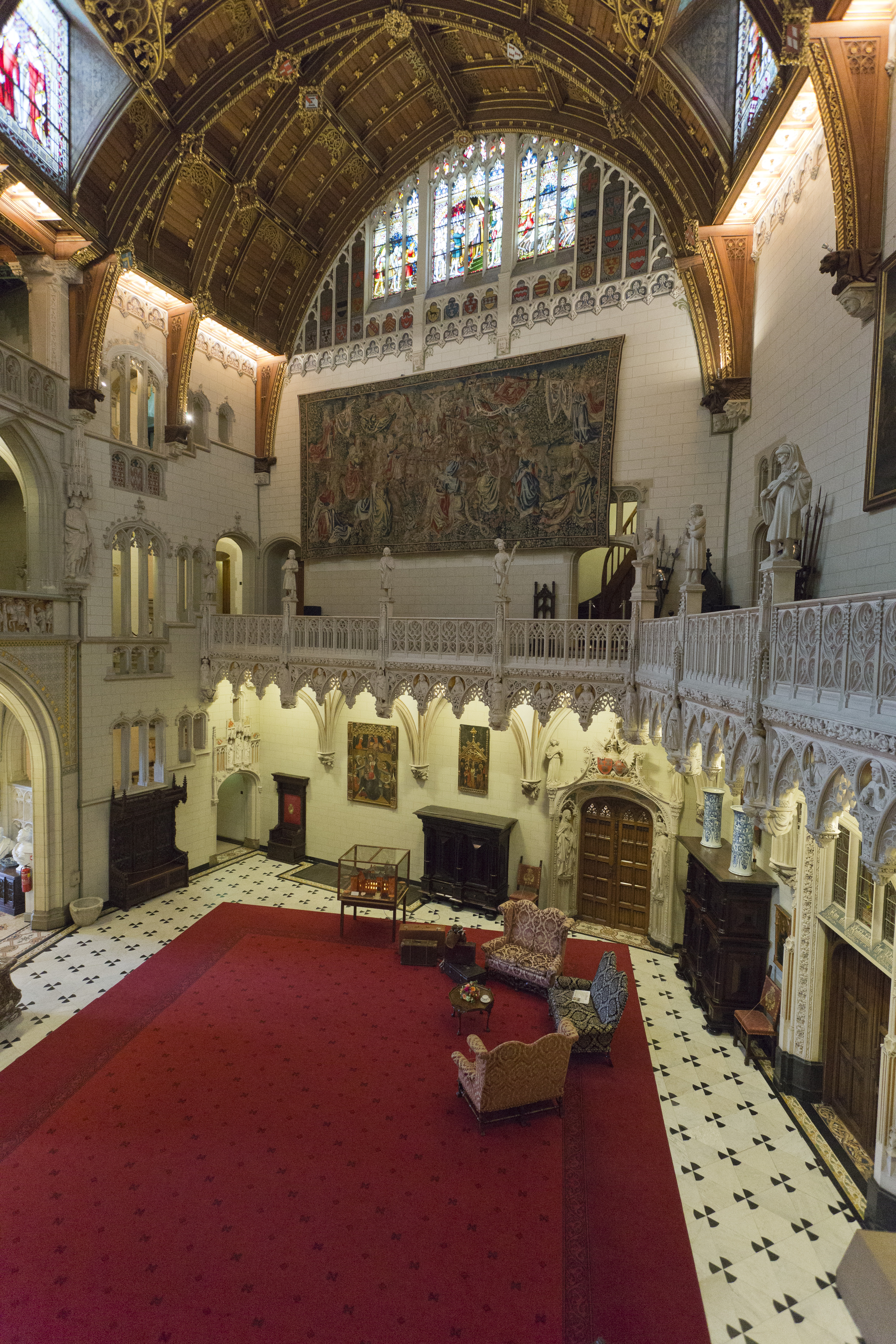
Aula – galeria i strop pokryty drewnianą boazerią

Z dźwigarów stalowych i prefabrykatów żelbetowych dostarczonych przez firmę z Amsterdamu wykonano ostrołukowe sklepienie kolebkowe do zadaszenia otwartego w średniowieczu dziedzińca wewnętrznego zamku głównego, który właściciel chciał przekształcić w dużą aulę. Został on pokryty od spodu drewnianą boazerią wykonaną w warsztatach Cuypersa w Roermond, dzięki czemu spełniono życzenie klienta dotyczące drewnianego sklepienia kolebkowego.
Ponadto zainstalowano generator do produkcji energii elektrycznej, windę oraz parową instalację centralnego ogrzewania. Z tego powodu zamek uznawany jest nie tylko za zabytek architektoniczny, ale także za zabytek techniki.
Biuro architektoniczne Cuypers zaprojektowało nie tylko budynek jako taki, ale także prawie całe wyposażenie z uwzględnieniem detali, meble, a nawet sztućce i uniformy służby domowej. Wiele zostało wykonanych we własnym zakresie przez firmę Cuypers & Co. Pierre’a i Josa Cuypersów z Roermond, która specjalizowała się w produkcji rzeźb, mebli i wyposażenia kościołów; ale częściowo również zlecone firmom zewnętrznym, takim jak paryski złotnik, który wykonał sztućce.
Wybitnym elementem odbudowy jest wspomniana już duża aula, która zajęła miejsce otwartego wewnętrznego dziedzińca z nieistniejącą w starym budynku wielokondygnacyjną, otaczającą i bogato zaprojektowaną galerią. Jednocześnie poprzez galerię udostępniono niezależny dostęp do pomieszczeń starego kompleksu.
We wnętrzu znajdują się również części kolekcji Rothschildów, w tym cenna porcelana z Chin i Japonii oraz zbiór obrazów.

## Park
Zamek otacza ponad 100-hektarowy park zaprojektowany przez Hendrika Copijna. Swoim projektem Copijn był w stanie przeciwstawić się sugestiom samego Cuypersa i Leonarda Anthony’ego Springera, chociaż Pierre Cuypers zaprojektował niektóre budynki w parku. Aby sprostać pragnieniu barona, by drzewa od początku dawały cień, posadzono tam ponad 6000 dużych drzew w wieku od 30 do 40 lat. Trzeba je było transportować przez Utrecht wozami konnymi. Baron kupił nawet budynki w Utrechcie, aby można je było zburzyć, dla umożliwienia ich transportu.
Park został stworzony przez Copijna jako park krajobrazowy, w który wkomponowano ogrody tematyczne innych stylów architektury ogrodowej. Na przykład niektóre części parku przypominają ogrody wersalskie.
Aby stworzyć pożądane osie wizualne, pierwotna wioska Haarzuilens musiała ustąpić miejsca parkowi – poza kościołem. Około 150 mieszkańców zostało przesiedlonych w 1898 do nowej wsi zbudowanej w wiejskim stylu historyzmu, oddalonej o około 1 km. Jos Cuypers wraz z kilkoma innymi architektami zaprojektował plany nowej wioski i jej budynków.
Podczas II wojny światowej wiele drzew w parku wycięto na opał, a otwarte przestrzenie wykorzystano pod uprawę warzyw. Wieś Haarzuilens jest obecnie częściowo własnością największej holenderskiej organizacji ochrony przyrody Vereniging Natuurmonumenten.

## Prawa własności
Po II wojnie światowej właściciel udostępnił zamek i park szerokiej publiczności do zwiedzania z zastrzeżeniem, że przez jeden miesiąc w roku (najczęściej wrzesień) z zamku i parku korzysta wyłącznie rodzina byłych właścicieli. W 2000 Fundacja Kasteel de Haar nabyła 45-hektarowy teren wokół zamku od rodziny Van Zuylen van Nyevelt. Kolejne około 400 hektarów zakupiono od Natuurmonumenten. Zamek i park zostały odrestaurowane w latach 2001–2010. Tereny zamkowe są obecnie wykorzystywane do jarmarków i targów, w tym Jarmarku Elfickiej Fantazji (Elf Fantasy Fair – od 2013 Elfia).

## Galeria

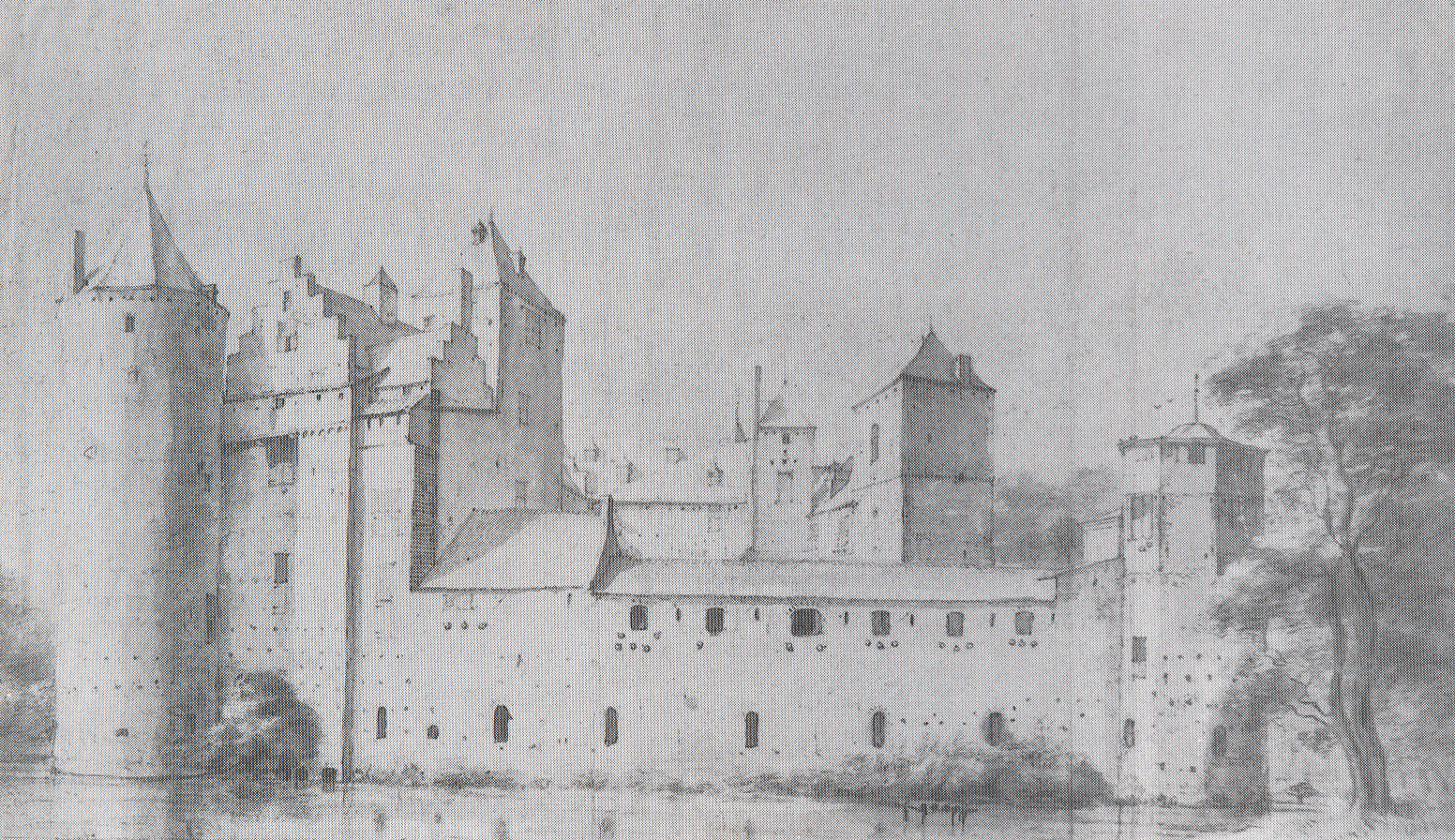
Zamek w 1646
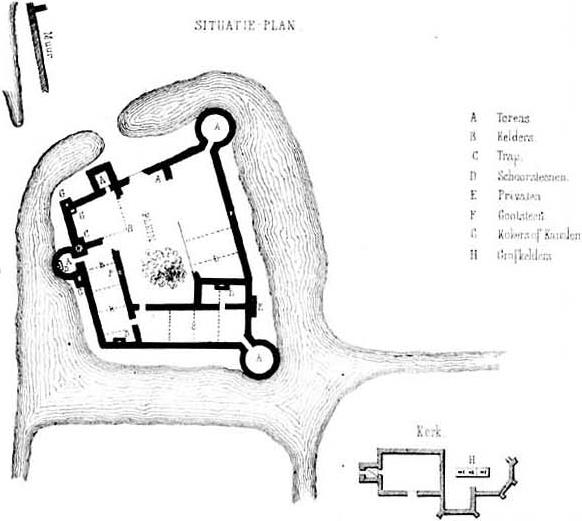
Rzut ruin i kościoła wg rysunku z 1862
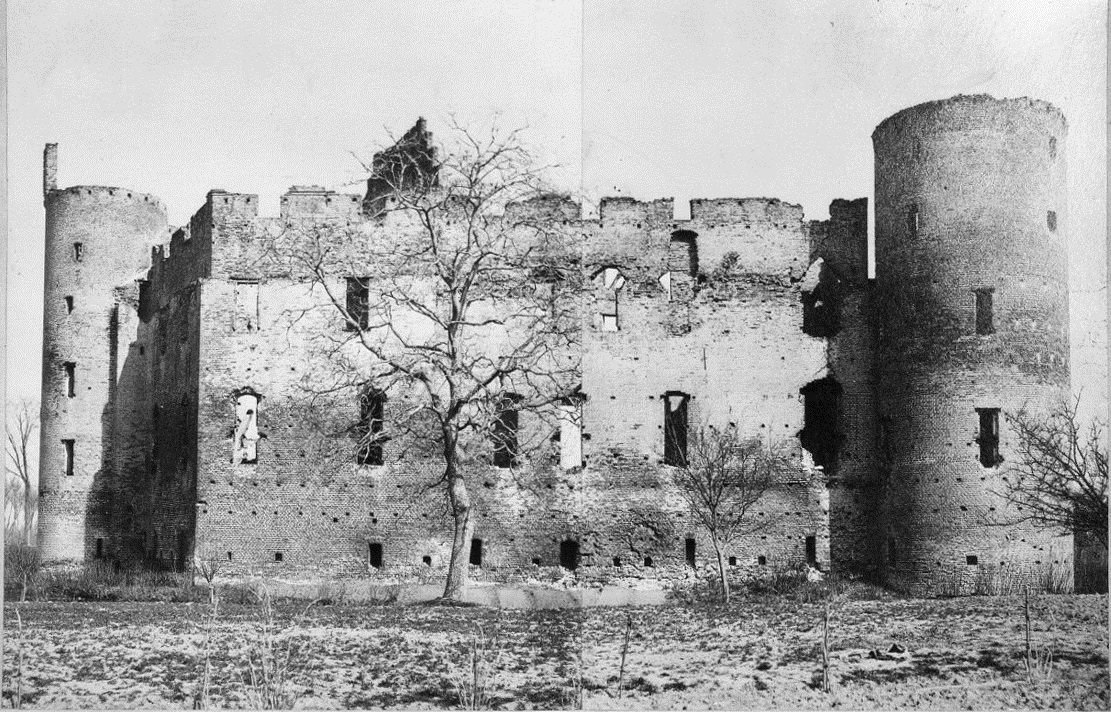
Ruiny zamku w kwietniu 1887
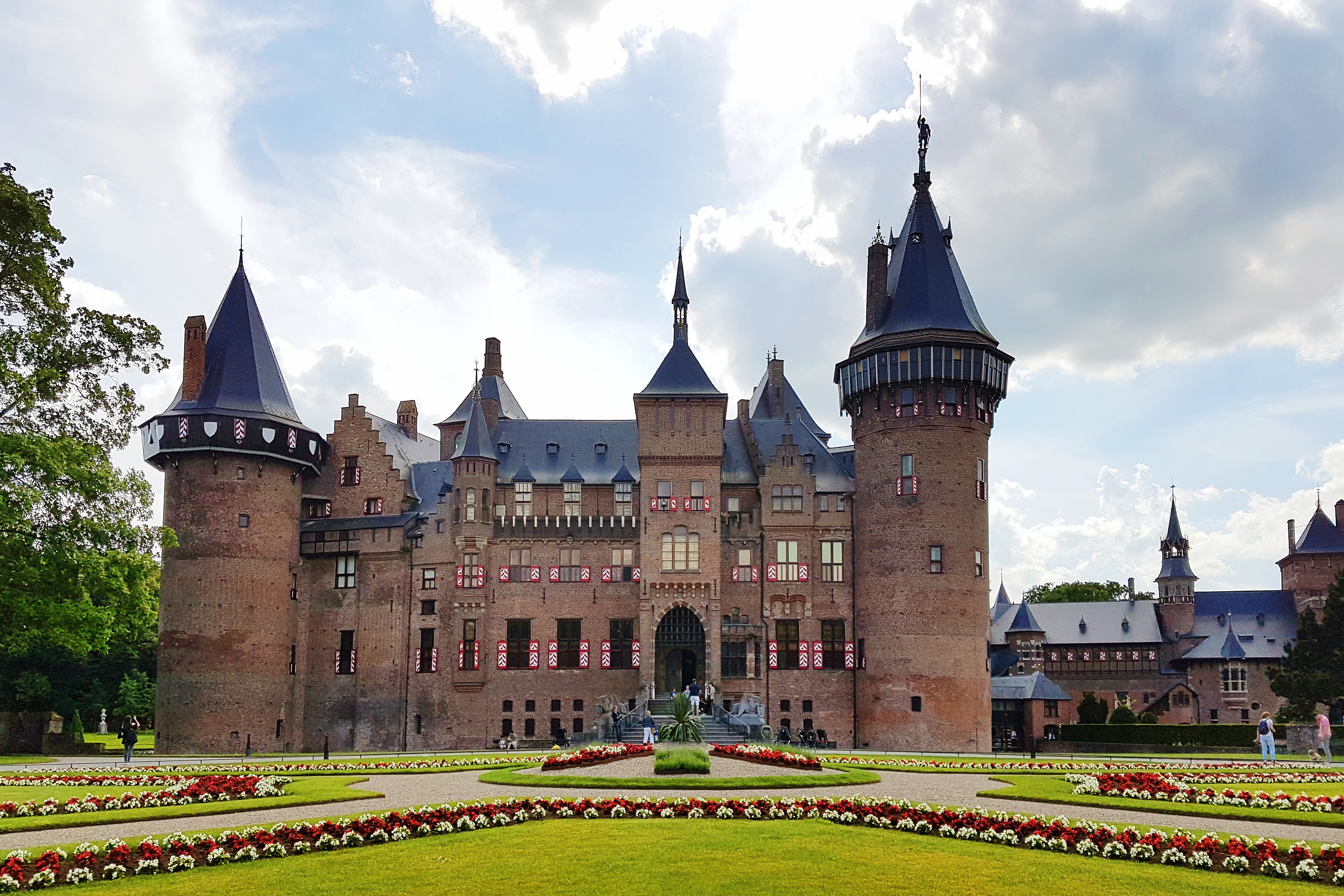
Zamek od frontu z wejściem głównym
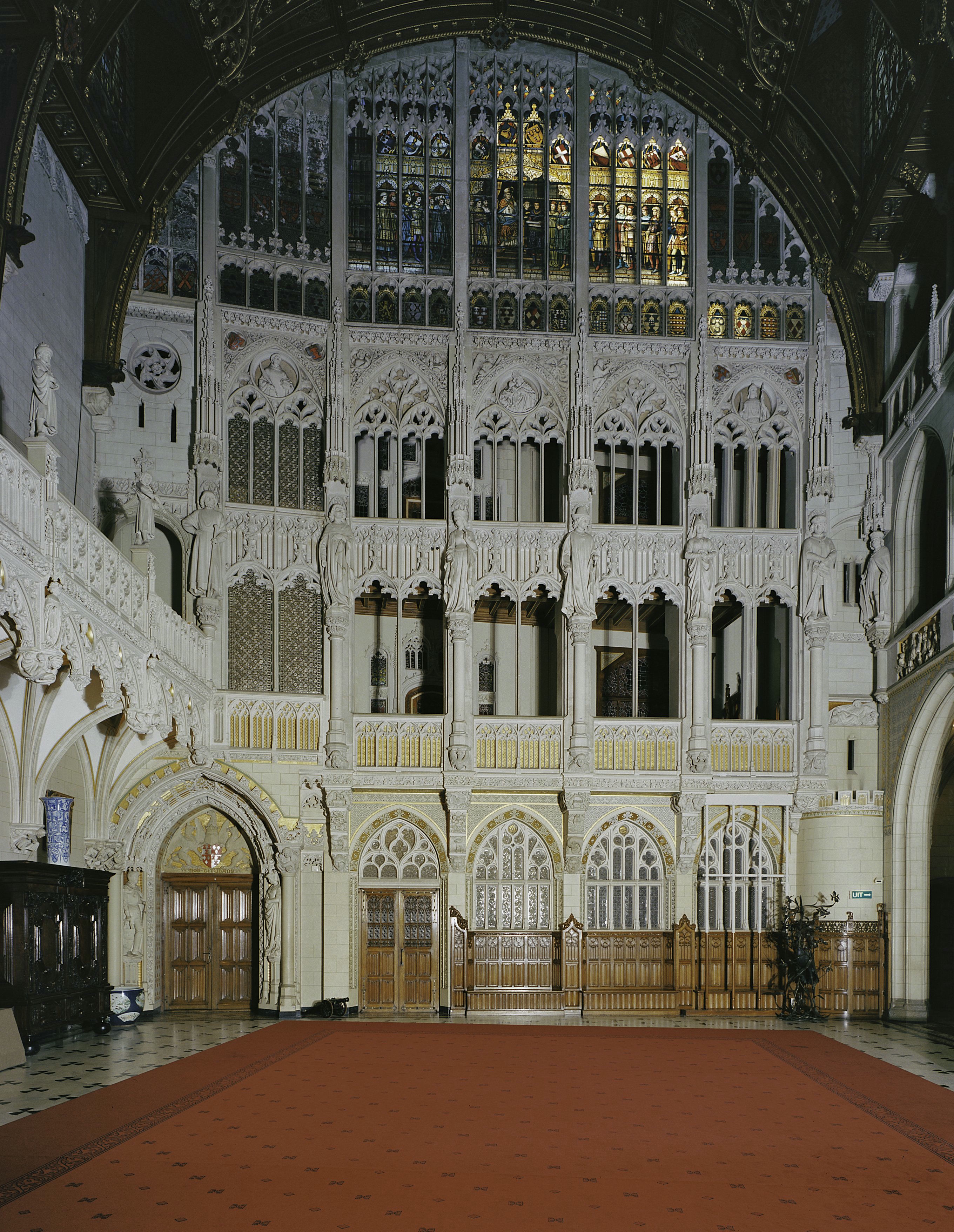
Aula
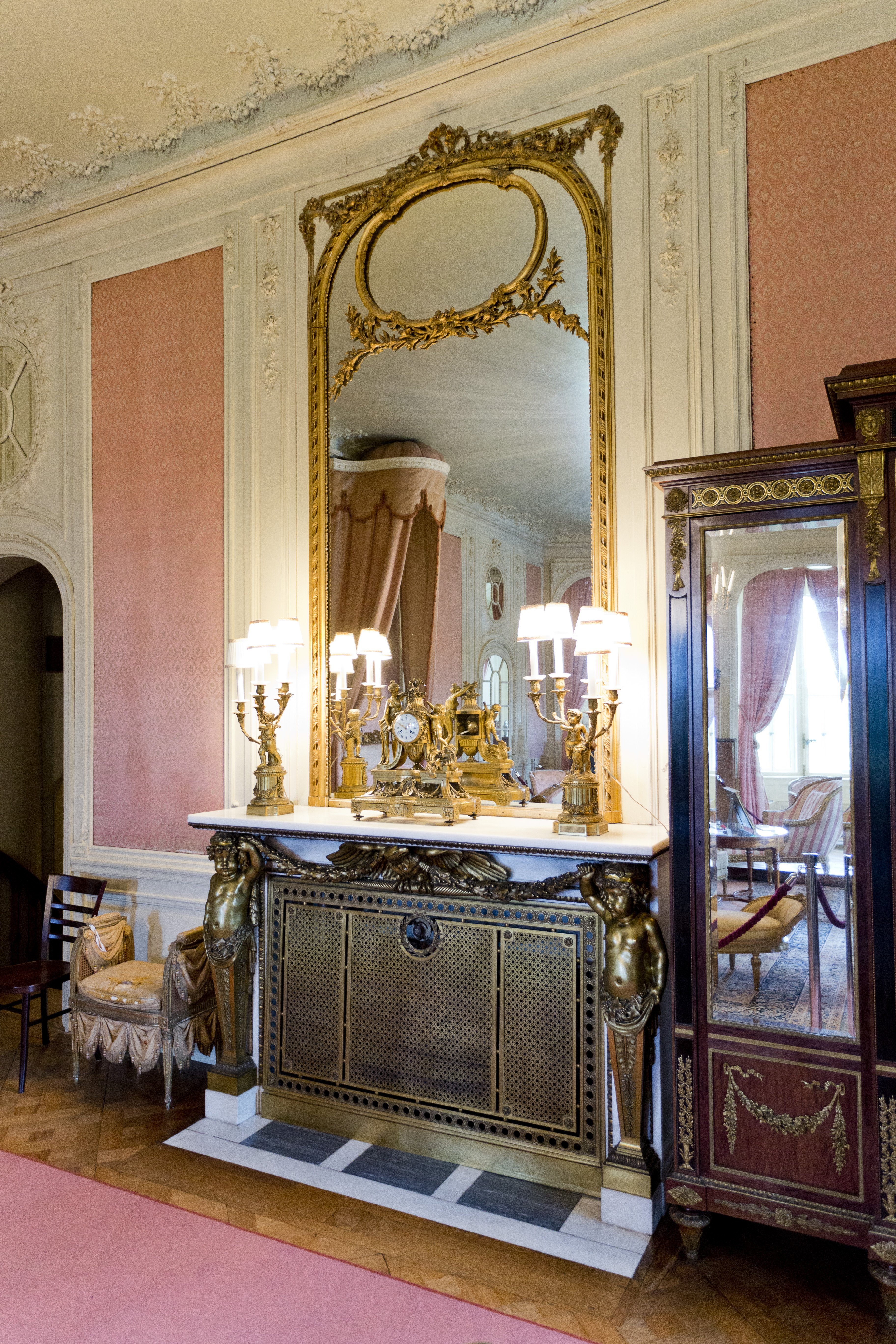
Salon
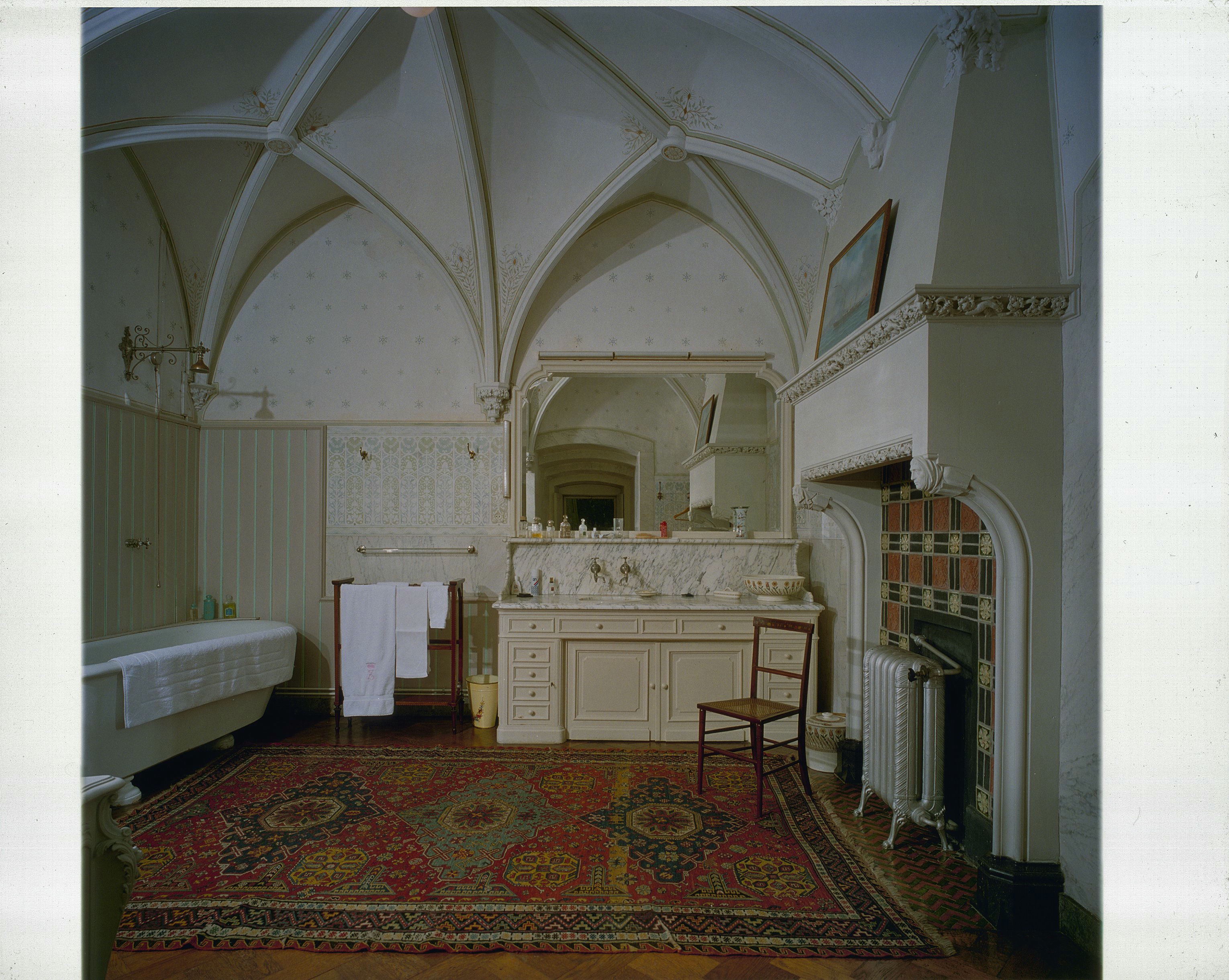
Łazienka
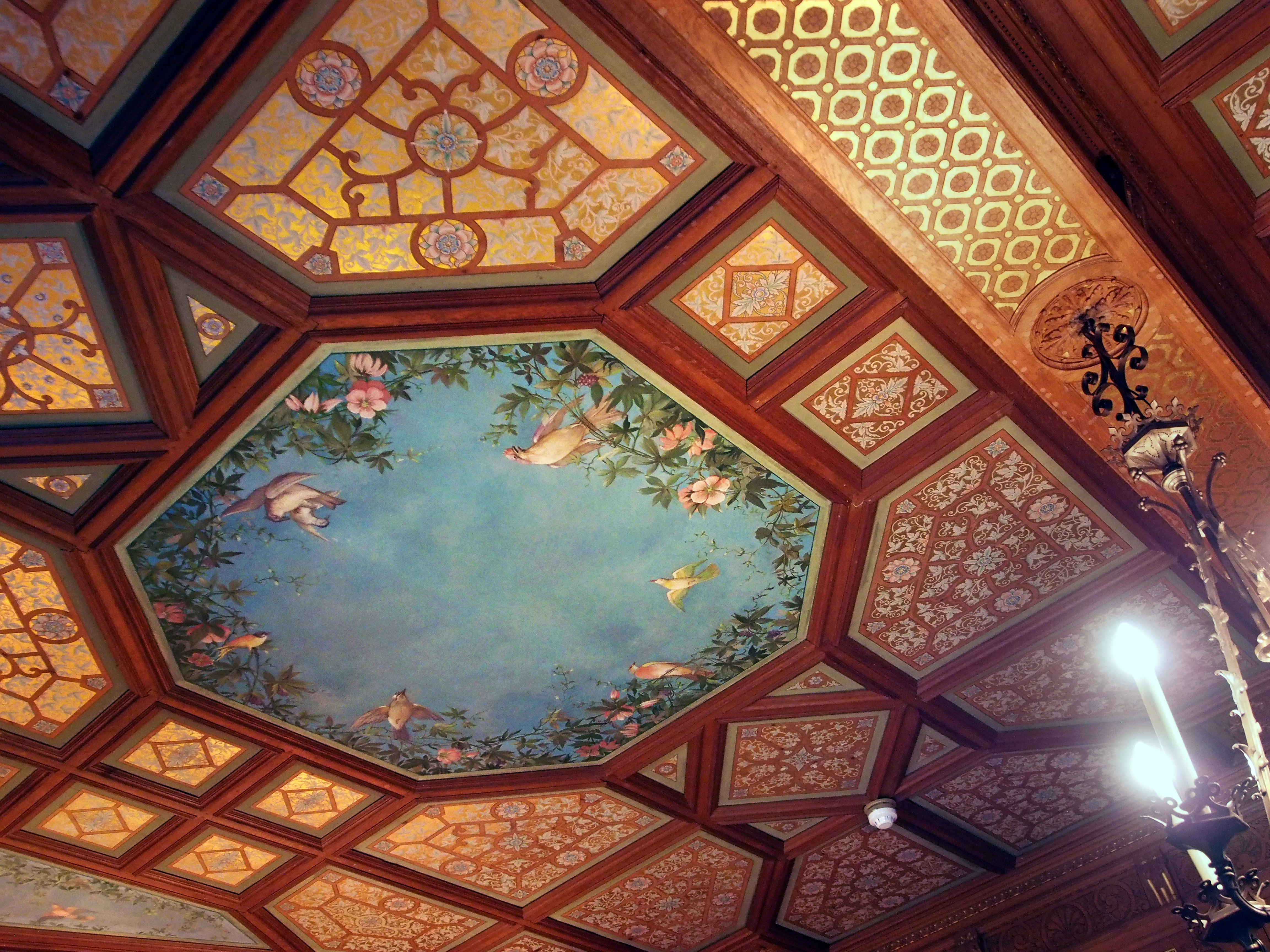
Sufit kasetonowy w sypialni barona
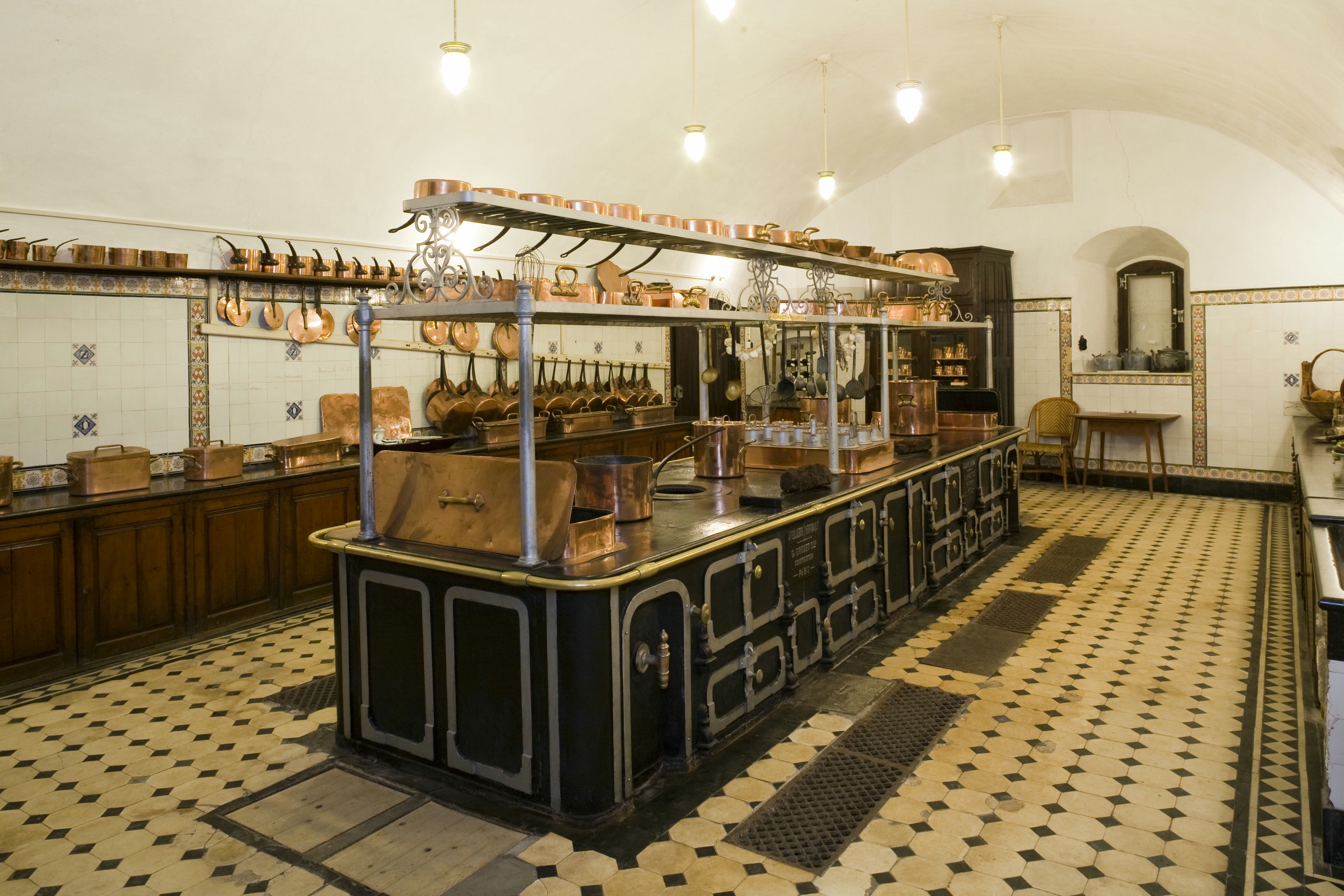
Kuchnia w zamku z piecem
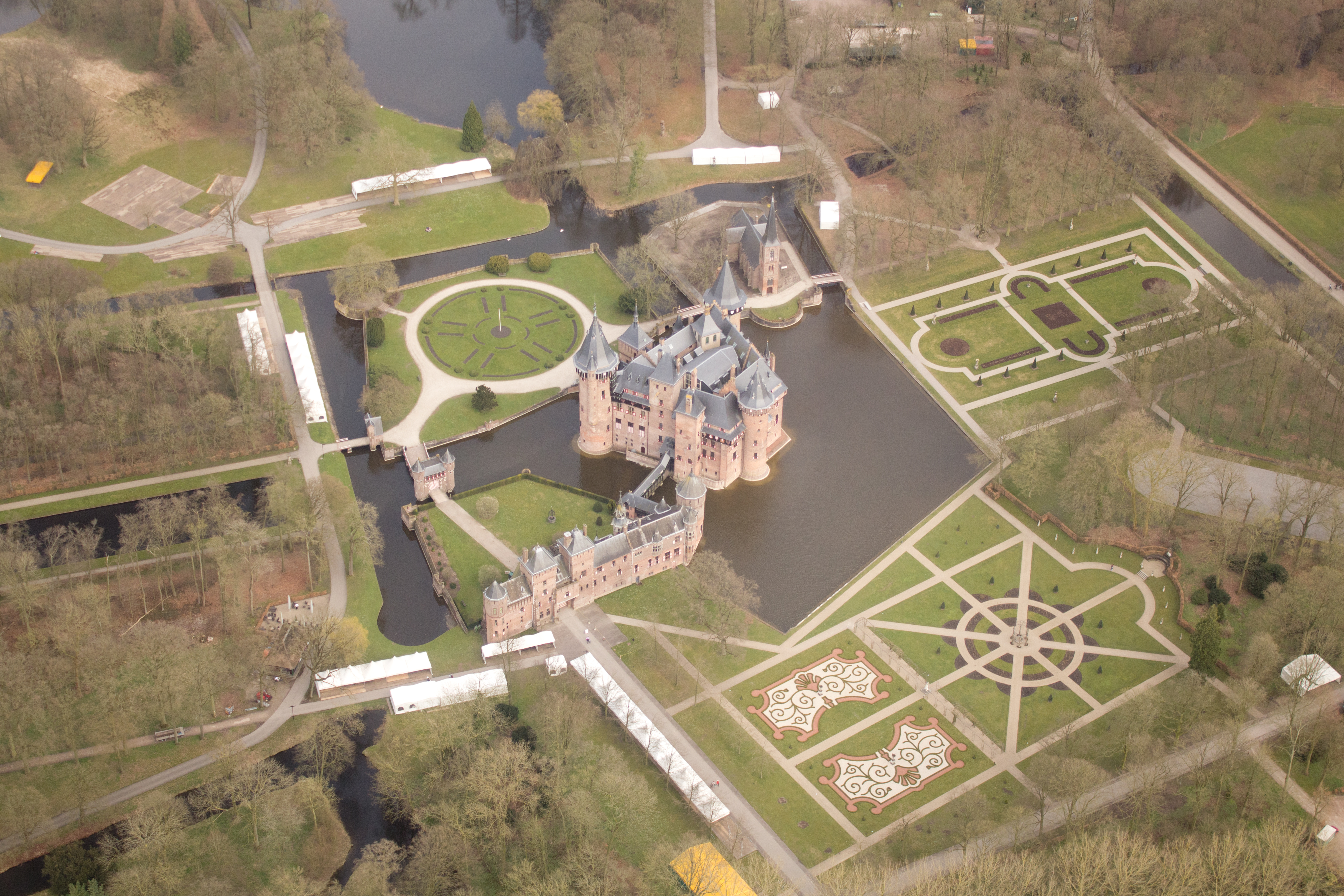
Zdjęcie lotnicze zamku i parku